# Rubia philippinensis
Rubia philippinensis är en måreväxtart som beskrevs av Adolph Daniel Edward Elmer. Rubia philippinensis ingår i släktet krappar, och familjen måreväxter. Inga underarter finns listade i Catalogue of Life.